# Musculus rectus superior
Musculus rectus superior, også benævnt musculus rectus bulbi superior, er en muskel i øjenhulen der eleverer øjet, altså får den øjet til at se opad. Den har også en roterende effekt medialt ind mod næsten. Den har udspring under musculus levator palpebrae superior i annulus tendineus communis.
1. 1 2  Tranum-Jensen, Jørgen. Hovedets, halsens og de indre organers anatomi (11 udgave). Munksgaard. ISBN 978-87-628-1559-9.
2. ↑  "Human Anatomy Atlas 2020". Visible Body. 2020.